# Gustaf Reinius
Gustaf Paul Reinius, född den 26 februari 1874 i Stockholm, död där den 26 april 1949, var en svensk sjömilitär. Han var bror till Josef Reinius.
Reinius blev 1895 underlöjtnant vid flottan, där han avancerade till löjtnant 1900, till kapten 1904, till kommendörkapten av andra graden 1917, av första graden 1919 och till kommendör 1925. Han utnämndes 1921 till chef för Sjökarteverket, vilket han förblev till 1931. Reinius nedlade förtjänstfullt arbete inom sjömätningsväsendet och ledde bland annat 1920 års expedition för kartläggning av van Mijens fjord på Spetsbergen. År 1909 biträdde han som sakkunnig skiljedomstolen i Haag i tvistefrågan angående Grisbådarna samt var 1911–1912 och 1922 kommissarie vid utmärkandet av sjögränsen mot Norge. Reinius författade uppsatser och höll anföranden rörande sjökarteväsendet. Han invaldes som ledamot av Krigsvetenskapsakademien 1914 och av Örlogsmannasällskapet 1920. Reinius blev riddare av Vasaorden 1910, av Svärdsorden 1916 och av Nordstjärneorden 1921 samt kommendör av andra klassen av Vasaorden 1931. Han vilar på Solna kyrkogård.